# Slavkov (Kozlov)
Slavkov (deutsch Schlock) ist ein Ortsteil der Gemeinde Kozlov in Tschechien. Er liegt sieben Kilometer nördlich von Lipník nad Bečvou.

## Geographie
Slavkov befindet sich auf einer Hochfläche zwischen den Tälern der Říka und Loučka in den Oderbergen. Nördlich erheben sich der Křížový (Kreuzhügel, 661 m) und der Gerippeberg (662 m), im Südosten die Kopánky (583 m) und Obírka (622 m), südlich der Slavkovský vrch (Milchhübel, 636 m), im Südwesten der Popelov (628 m) und Lomec (583 m), westlich der Žalov (Muderberg, 487 m) und der Nad Ranošovem (550 m) sowie im Nordwesten der Kozlovský kopec (Otrichberg, 653 m).
Nachbarorte sind die Wüstungen Nová Ves nad Odrou, Čermná, Sklárna und Heřmánky im Norden, Boškov, Kouty, Středolesí und Radíkov im Nordosten, Uhřínov und Peklo im Osten, Podhoří, Jezernice und Loučka im Südosten, Bohuslávky, Obora und Dolní Újezd im Süden, Skoky, Zavadilka, Staměřice und Vrchní Pila im Südwesten, Velký Újezd, Wüstungen Kyjanice und Ranošov im Westen sowie Kozlov im Nordwesten.

## Geschichte
Die erste schriftliche Erwähnung des Dorfes Slawkow erfolgte im Jahre 1447, als Wok von Sovinec die Herrschaft Helfenstein erwarb. 1464 verkaufte Wok den Besitz an Albrecht, Zdeňek und Jan Kostka von Postupitz (z Postupic) sowie Georg/Jiřík von Landstein und Morawan, der 1468 starb. Während der böhmisch-ungarischen Kriege verkaufte Albrecht von Postupitz, dem die Herrschaft nunmehr allein gehörte, 1474 die Güter an Wilhelm II. von Pernstein. Ab 1480 wurde der Ort als Slavkov, ab 1628 als Schlock, ab 1672 als Schlaag, Schlag bzw. Schlok, 1716 als Schack, 1771 als Slawkowium und 1846 als Schlog bezeichnet.
In der Umgebung befanden sich die Dörfer Kožišov, Střítež und Zbyslavice. Ersteres erlosch vor 1544, zehn Jahre später wurde auch Střítež als wüst bezeichnet. Sbislawsko ist nur im Jahre 1371 nachweislich.
1554 erwarb Půta von Ludanitz (z Ludanic) die Burg und Herrschaft Helfenstein. Nach seinem Tod 1560 folgte ihm sein Sohn Wenzel/Václav. Er verstarb jedoch schon 1571 ohne männliche Nachkommen. Erbin wurde seine fünfjährige Tochter Katharina/Kateřina, die unter die Vormundschaft des mährischen Landeshauptmanns Zacharias von Neuhaus gestellt wurde. Sie wurde 1580 mit Peter Wok von Rosenberg verheiratet. Er verkaufte die verschuldete Herrschaft Helfenstein mit der Burg Helfenstein 1592 dem Heinrich/Hynek von Würben auf Freudenthal, dabei wurde erstmals ein Geistlicher in Slavkov erwähnt. Heinrich und sein Sohn Georg von Würben auf Freudenthal förderten die Ausbreitung des Luthertums. Georg verlegte den Sitz der Herrschaft Helfenstein auf das von ihm neu errichtete Renaissance-Schloss in Leipnik. Da er Mitglied des mährischen Direktoriums und 1619–1621 Oberstlandrichter von Mähren gewesen war, wurde sein Besitz nach der Schlacht am Weißen Berg vom Kaiser beschlagnahmt und die Herrschaft Helfenstein mit Leipnik dem Olmützer Bischof Franz Xaver von Dietrichstein übergeben. Der Kardinal führte die Gegenreformation ein. Nach seinem Tod 1636 blieb die Herrschaft Helfenstein bei seinen Nachkommen. Die Matriken wurden seit 1623 in Leipnik und seit 1784 vor Ort geführt. Seit 1815 ist eine Schule nachweisbar. Bis zur Mitte des 19. Jahrhunderts blieb Schlock immer nach Leipnik untertänig.
Nach der Aufhebung der Patrimonialherrschaften bildete Schlock/Slavkov ab 1850 eine Gemeinde in der Bezirkshauptmannschaft Mährisch Weißkirchen und dem Gerichtsbezirk Leipnik. Im Jahr 1855 wurde Schlock dem Bezirk Leipnik zugeordnet, ab 1868 gehörte das Dorf wieder zum Bezirk Mährisch Weißkirchen. Die Bewohner lebten von der Landwirtschaft oder dem Handwerk. Durch Schlock führte die Kaiserstraße von Leipnik nach Liebau. Beim Großfeuer von 1862 wurde auch die Schule zerstört. Im Jahre 1900 lebten in Schlock 373 Menschen, 32 davon waren Tschechen. 1905 entstand ein neues Schulgebäude. 1921 hatte das Dorf 320 Einwohner, davon waren 312 Deutsche und acht Tschechen. Im Jahre 1930 lebten in dem Dorf 309 Personen. Nach dem Münchner Abkommen wurde Schlock 1938 dem Deutschen Reich zugeschlagen und gehörte bis 1945 zum Landkreis Bärn und Gerichtsbezirk Stadt Liebau. 1939 lebten in Schlock 326 Menschen. Nach dem Ende des Zweiten Weltkrieges kam das Dorf zur Tschechoslowakei zurück und wurde wieder Teil des Okres Hranice und Gerichtsbezirkes Lipník. Die deutschen Bewohner wurden vertrieben. Nach der Errichtung des Truppenübungsplatzes Libavá wurde das Dorf nach 1947 aufgelöst. 1949 wurde Slavkov dem Okres Olomouc zugeordnet und im Jahre 1950 nach Město Libavá eingemeindet. Das Dorf wurde im selben Jahre bis auf die Kirche und das Schulhaus abgerissen. Die Wüstung wurde 1965 als Siedlung des Truppenübungsplatzes wieder besiedelt. Die Straße vom Grünen Kreuz nach Město Libavá besteht nicht mehr. Im Jahr 1991 lebten in Slavkov 119 Menschen. Beim Zensus von 2001 wurden 10 Häuser und 118 Einwohner gezählt. Seit 2016 gehört Slavkov zur Gemeinde Kozlov.

## Sehenswürdigkeiten
- Kirche des hl. Franz Seraphin, erbaut 1763. Im Jahre 1784 wurde sie zur Pfarrkirche erhoben. Die Kirche wurde 1965 zu einem Kulturhaus umgestaltet.
- Zelený kříž (Grünes Kreuz) nördlich des Dorfes, an der ehemaligen Kreuzung der Straßen Velký Újezd – Potštát und Lipník nad Bečvou – Město Libavá